# Pelargonium citronellum
Pelargonium citronellum är en näveväxtart som beskrevs av J.J.A. van der Walt. Pelargonium citronellum ingår i släktet pelargoner, och familjen näveväxter. Inga underarter finns listade i Catalogue of Life.